# Thermaïkos
Thermaïkos (Grieks: Θερμαϊκός) is sedert 2011 een fusiegemeente (dimos) in de Griekse bestuurlijke regio (periferia) Centraal-Macedonië.
De drie deelgemeenten (dimotiki enotita) van de fusiegemeente zijn:
- Epanomi (Επανομή)
- Michaniona (Μηχανιώνα)
- Thermaïkos (Θερμαϊκός)